# 光復地區商業中心
光復地區商業中心是朝鮮民主主義人民共和國首都平壤萬景台區的一個商業中心，又稱「光復商業中心」。

## 相關資料
截至2019年，光復商業中心是一家中朝合營的商場，服裝鞋帽以朝鮮產品為主，其他商品主要從中國進口。
光復商業中心共3層。一層主要銷售食品生鮮和日用品，二層銷售服裝鞋帽、建材家居、樂器等。

## 旅遊業
光復商業中心是朝鮮其中一個旅遊地點之一，是眾多旅行團的行程之一。
遊客嚴禁使用當地貨幣（即朝鮮圓）作消費，多數服務遊客的店舖可以使用人民幣、歐元或美元。而遊客只可以在光復商業中心兌換朝鮮圓，離開時要將朝鮮圓兌換為原本的貨幣。

## 外部鏈接
维基导游上有關朝鲜的旅行指南
- 朝鮮旅游官方網站 （页面存档备份，存于） （简体中文） （英文）  （日語） （俄文）